# Hot Springs (Virginie)
Pour les articles homonymes, voir Hot Springs.
Hot Springs est un lieu désigné par le recensement dans le comté de Bath, en Virginie, aux États-Unis. La population était 524, selon le recensement de 2020. le village se situe 8 kilomètres au sud-ouest de Warm Springs sur la route US 220.
Hot Springs et le comté de Bath sont nommés pour leurs caractéristiques géothermales. Les sources minérales du région ont inspiré la construction des hôtels et spas qui ont développé le comté et la ville d'Hot Springs.

## Histoire
Depuis au moins le milieu du XVIIIe siècle, les voyageurs viennent se baigner dans les sources géothermales. Thomas Bullitt construisit la première auberge pour les accueillir en 1766 et le Dr Thomas Goode l'agrandit plus tard. Le complexe hôtelier moderne le plus important, The Homestead, tire son origine de cette auberge. En Hot Springs, d'autres lieux historiques comprennent Mustoe House, The Yard, Barton Lodge, Switchback School et Garth Newel selon le Registre national des lieux historiques,.

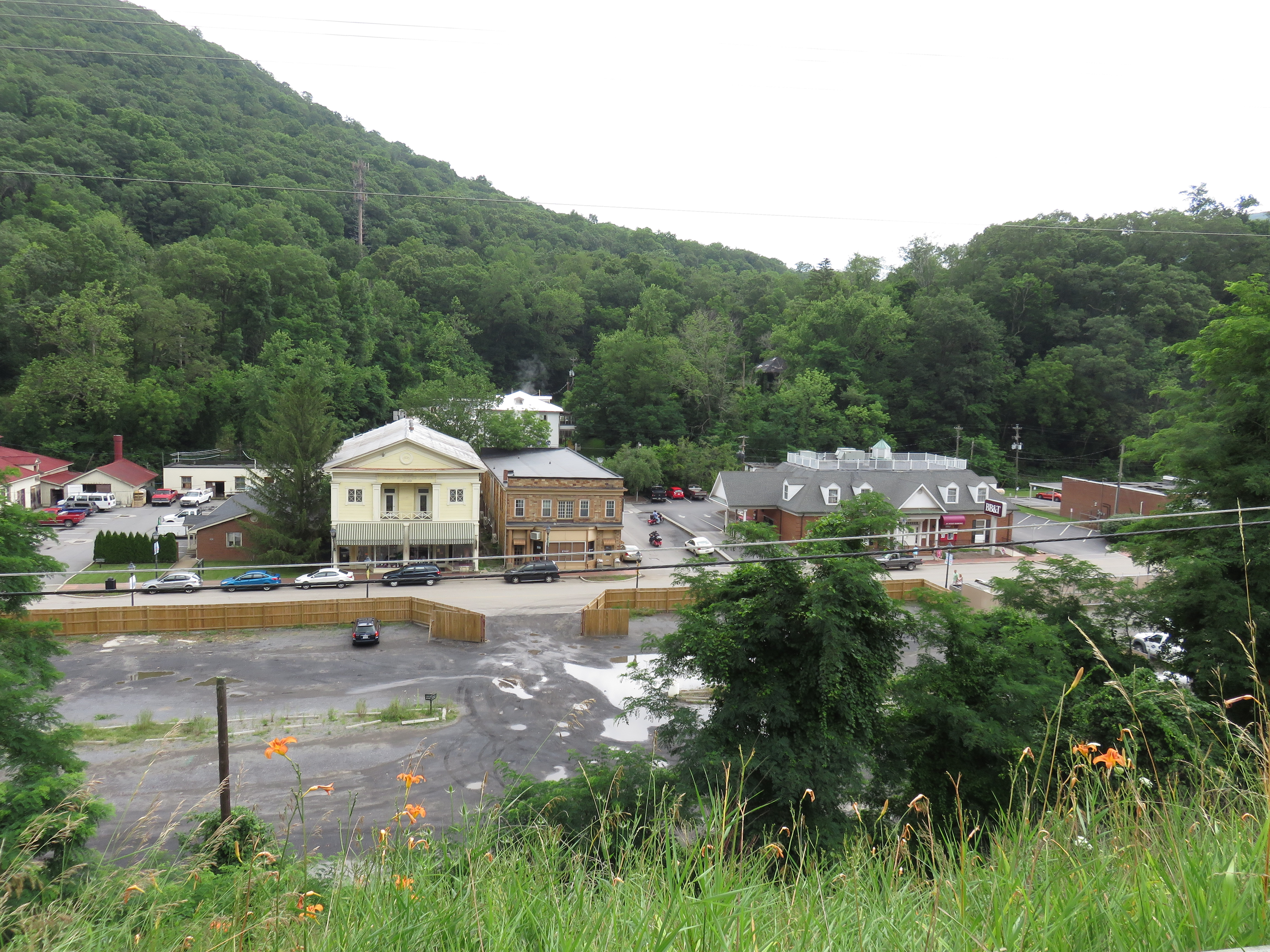
Le centre-ville de Hot Springs vu d'en haut

En 1943, pendant la Seconde Guerre mondiale, The Homestead a accueilli une conférence des Nations Unies qui a mis en œuvre la fondation de l'Organisation des Nations Unies pour l'alimentation et l'agriculture,.
De décembre 1941 à juin 1942, après l'entrée des États-Unis dans la Seconde Guerre mondiale, 785 des diplomates Japonais ont resté a l'Homestead en tant qu'camp d'internement haut de gamme jusqu'à l'échange des diplomates Américains qui étaient emprisonnés à l'étranger. Les diplomates ont ensuite été transférés à l'hôtel Greenbrier en Virginie-Occidentale.
Hot Springs était un terminus de train pour le Chesapeake & Ohio Railroad, qui s'étendait de Covington dans le comté d'Alleghany pour servir les clients de l'Homestead, mais aussi servir les sociétés du bois de charpente. Il y avait une plaque tournante à Hot Springs qui inversait la direction du train pour le voyage de retour. La C&O a déjà envisagé d'étendre la ligne jusqu'en Virginie-Occidentale pour servir l'industrie forestière, mais ce ligne se terminé en Virginie Occidentale.  En 1975, le C&O a terminé le service à ce ligne. Un chemin de fer touristique, l' Allegany Central, a exprimé un interet à venir à Hot Springs, mais l'Homestead ne voulait plus un ligne de train à Hot Springs, donc les chemins de fer ont été démolis. En 1984, le chemin de fer touristique a pris fin et un sentier des anciens des chemins de fer, le Jackson River Scenic Trail, a ensuite été construit sur la ligne dans le comté d'Alleghany, mais n'a pas compris tout l'ancien ligne avec son terminus à Hot Springs. L'une des locomotives à vapeur originales qui desservaient la branche Hot Springs est conservée à Covington, en Virginie.

Hot Springs a un climat continental humide de type (Dfb) limitrophe du type (Dfa). Il est également limitrophe d'un climat subtropical humide (Cfa).
| Mois | jan. | fév. | mars | avril | mai | juin | jui. | août | sep. | oct. | nov. | déc. |
| ---- | ---- | ---- | ---- | ----- | --- | ---- | ---- | ---- | ---- | ---- | ---- | ---- |